# 国民革命军第十二军
国民革命军第十二军為中華民國政府成立的作戰單位，历史上曾六次组建，早期曾有多個軍閥部隊同時使用該番號之情況，至民國二十年代後成為附隨南京國民政府的軍閥部隊所用。

## 南京國民政府成立前
建国豫军體系（1926／9－1929）
1924年，河南“讨逆豫军”樊钟秀部奉孙中山之命弛援广州东征，击败陈炯明叛军后，所部被编为建国豫军。1926年9月，建国豫军任应歧旅参加北伐，扩编为国民革命军第十二军：
- 军长任应歧
- 第1师，顾芝兰任师长；
- 第2师，赵青山任师长；
- 第3师，安荣昌任师长；
- 教导师，文清林任师长。
- 另辖第1至第5混成旅。

1927年4月，武汉政府北伐，该军隶属第3纵队。1928年2月25日，该军各师番号改为：
- 第42师：师长顾芝兰
- 第43师：师长赵青山
- 第44师：师长安荣昌
- 教导师：师长文清林
- 混成第1旅：旅长张遇顺
- 混成第1旅：旅长李茂森
- 混成第1旅：旅长戴民权
- 混成第1旅：旅长李振中
- 混成第1旅：旅长娄希道

1929年初，编谴会议后，该军被缩编为第49师，驻德州，任应歧任师长，所属部队统一整编为第145旅、第146旅、第147旅。1929年6月16日发布讨冯命令，第49师属于第一总预备队总指挥韩复榘指挥。10月划归总预备队总指挥陈调元指挥。
1930年2月10日，第49师任应岐部由海州开皖北颖毫。1930年3月17日任应岐部途径睢宁、灵璧一带时两个旅被中央军顾祝同等部缴械，该师番号撤销。任应歧率师部和1个旅突出包围，向河南转移。1930年3月自六安、阜阳拉到许昌投樊鍾秀，编为新编第25师，师长戴民权，1万余人。驻汝南。 
1930年4月12日蒋介石委任樊鍾秀为豫陕边防司令，归第3军团何成濬指挥。樊拒绝接受。1930年4月17日樊派员与阎锡山接洽合作事。1930年4月25日阎锡山委任樊钟秀为中华民国军第8方面军总司令，副总司令邓宝珊、参谋长郜子举、参议徐文秀。1930年5月6日，樊钟秀在许昌通电就任中华民国军第8方面军总司令职。1930年5月8日，任应岐在许昌就任中华民国军第8方面军前敌总指挥兼第15路总指挥。
- 第3军军长任应岐 10000余人
- 师长赵子俊
- 第1师师长安发亭（安荣昌）
- 独立师师长焦文典
- 警卫旅旅长樊钟育（辖姜维先团、关会通团）
- 独立团团长刘绍武（1000多人）
- 干部学校教育长姚亮（ 1000多人）

蒋介石命令第5军团何成浚所属王金钰、徐源泉第48师、上官云相第47师等3个师攻临颍。双方在临颍激战20多天。5月26日，徐源泉第48师之张振江旅打退樊钟秀、任应岐由固厢寨与五里河对临颍增援，攻入城内，守军孙世贵、王泰（第8方面军第一军）在激烈巷战后趁夜退出。樊军被俘3000余人，被缴枪2000余支，机枪17挺，迫炮20余门。樊军退守许昌。6月4日樊鍾秀在许昌被蒋的空军飞机炸死。6月9日冯玉祥委任邓宝珊继任第8方面军总司令，任应岐副之。
- 护党救国军第15军军长任应岐
- 步兵第1旅旅长安荣昌
- 步兵第2旅旅长戴民权

1930年10月8日，在新郑的邓宝珊、任应岐部被完全缴械。樊钟秀部改编为新编第五军，军长郜子举，1931年缩编为暂编第20师，师长郜子举。后改第166师，师长郜子举，辖2旅4团，旅长宋涛、申茂生。1938年2月12日，郜子举任第九十一军军长。中原大战后，任应岐闲居天津，参加组织“中国人民反法西斯大同盟”，1934年11月以“共党嫌疑”被逮捕，11月24日与吉鸿昌同时被枪杀于北平。戴民权部改编为新编第25师：
- 新编第25师 师长戴民权：
- 第73旅旅长李玉山
- 第74旅旅长戴竭诚
- 第75旅旅长王俊卿
- 补充旅旅长夏绍唐

1930年8月24日新编第25师部一团在湖北花园被红军缴械。1930年8月29日在湖北广水红军歼灭新编第25师一部。193l年4月，新编第25师改称第45师。驻河南息县、汝南、固始、潢川等县。
- 第45师 师长戴民权
- 第133旅旅长谭青云
- 第135旅旅长王俊卿

貴州軍閥體系（1926／7－1927／1）
1925年秋，黔军总司令袁祖铭应四川军阀邓锡侯、刘湘的邀请，率部进入四川，击败杨森部。1926年春，吴佩孚支持下杨森回川，联合四川军阀将袁祖铭逼出四川。1926年7月，袁祖铭任北伐军左翼军总指挥兼军长，黔军总司令部直属部队编为国民革命军第十二军，由黔东向湘西进发。1927年1月30日，袁祖铭與十二軍高層遭到唐生智、周斓設局誘殺，隨後貴州軍閥系統的十二軍與所屬部隊遭到解編，部隊打散歸入唐生智指揮的部隊運用。
湖南軍閥體系（1928）
1927年，唐生智的国民革命军第八军扩编为第八、第三十五、第三十六军。1927年10月20日，唐生智第4集团军把第八、第三十五军各一部编成第十八军：
- 军长叶琪
- 独立第4师，师长门炳岳
- 独立第7师，师长何宣
- 独立第21师，师长危宿钟

民國十七年（1928）3月16日，唐生智考慮到其擴編的番號中，十八軍與新桂系的陶钧部隊番號重複，因此將十八軍改名為國民革命軍第十二軍，軍長仍由叶琪擔任。部隊名稱以原十八軍調整，下轄：
- 第1师：师长门炳岳
- 第2师
- 第3师：师长危宿钟

投入北伐戰爭後，十二軍在7月28日開入河北省，與直鲁联军交戰，9月時十二軍占領唐山。在同年年底東北易幟，部隊調整改名為國民革命軍第52師，葉琪續任該師師長，原軍級番號撤銷。
河南軍閥體系（1929／5－1929／12）
1927年春，镇嵩军万选才部隊投靠冯玉祥，改编为国民革命军第二集团军第八方面军第一军任军长兼师长。而後第八方面軍第一師被改名為国民革命军第二十八军，万选才任军长，辖國民革命軍第72、第73师和补充旅，隶属冯玉祥的第2集团军。

民國十八年（1929）5月蔣馮戰爭前，萬選才決定與馮玉祥決裂，投靠閻錫山。國民政府將二十八軍更名為國民革命軍第十二軍，下轄部隊未變。在同年12月下轄的2個師與補充旅被縮編為國民革命軍第65師，十二軍編制仍在，驻河北廊坊、杨柳青一带。民國十九年（1930）3月，萬選才在河南省起兵反叛蔣中正，隨後遭到擊敗，十二軍與65師的編制同時遭到撤銷。
西北軍體系（1930／5－1930／11）
民國十八年（1929）5月蔣馮戰爭前，國民軍韩复榘因積怨與馮玉祥決裂，遭到蔣中正收買投靠南京國民政府。蔣中正給予韩复榘國民革命軍第三路軍的職位，韩复榘藉此擴張其控制軍力。

民國十九年（1930）3月，韩复榘以國民革命軍第22師為基礎擴編出國民革命軍第十二軍。軍長孙桐萱、參謀長贺粹之，但下屬部隊僅有22師（师长谷良民）。5月，十二軍編入國民政府讨逆军第1军团，投入中原大战津浦鐵路戰線，因戰功不利，在同年11月十二軍遭到裁撤，22師則回歸第三路軍指揮。

## 中原大戰後
民國二十年初（1931），国民政府军事委员会從第三路軍下轄的國民革命軍第六軍之國民革命軍第20師，和國民革命軍第十四軍下轄的國民革命軍第81師合編出國民革命軍第十二軍，該軍仍隸屬第三路軍，屬於投蔣的前國民軍韩复榘系統之部隊。
- 军长孙桐萱
- 民國革命軍第第20师(甲种师)，孙桐萱兼任师长。辖三旅六团。
- 第81师(丙种师)，展书堂任师长。辖二旅四团。

1937年8月十二軍参加了津浦路北段沿线作战。第81师奉命驻守德州，第20师驻防禹城徒骇河一线抵抗。11月14日，第20师也从济阳撤退。当时在津浦铁路上的第十二军20师第60旅旅长孙学法在装甲车上设临时指挥所，被敌人平射炮穿钢弹击中，第60旅曹参谋长和参谋姜怀珍阵亡。随后第三集团军部队拆毁黄河铁桥撤到黄河南防守，韩复榘任命孙桐萱为戒严司令，曹福林的29师(甲种师)全部，在津浦线济南至德州右；孙桐萱的20师(甲种师)一部及谷良民的第22师(乙种师)全部，在津浦线济南至德州左；此外20师的另一部、受重创后撤的展书堂的81师(丙种师)全部部署在西南地区；韩设指挥部在千佛山。12月22日夜，日军1000多人强渡黄河进攻济南市区；第56军军长谷良民第22师（谷自兼）首先溃退，韩指挥的第三集团军未进行有力抵抗，几万人面对几千渡河日军全线撤退。留下孙桐萱师在济南断后。27日，孙桐萱师全部撤出济南退往曹县。
1938年1月11日蒋介石在开封召开军事会议，韩复榘带孙桐萱参加会议，韩复榘被扣押。第二天凌晨蒋任命于学忠为第三集团军总司令，孙桐萱为副总司令兼第十二军军长，曹福林为前敌总指挥兼第五十五军军长。1938年1月24日，韩复榘在汉口被军法枪决。
为分化韩复榘系部队，1938年徐州会战中，李宗仁将该部分开使用：第五十五军曹福林（辖29、74师）调滕县北袭击敌后路，后划归刘汝明建制；代理第三集团军总司令孙桐萱指挥第十二军守曹县、金乡及黄河防线；吴化文的新四师（原属第五十六军）袭击济南，策应徐州。第十二军第22师曾一度收复济宁，有利的支援了台儿庄大捷。1938年5月，台儿庄、徐州吃紧，薛岳出任第一战区第一兵团总司令，孙桐萱担任副司令。薛岳指挥兰封会战，孙派第20师副师长张测民指挥一部前往支援。1938年6月韩复榘系第五十六军（军长谷良民）撤销，第22师（时同然）转隶该军。
徐州沦陷后，第3集团军（仅辖第十二军的3个师）奉命经兰封、太康敌后移防河南许昌。薛岳指挥的兰封会战中，头条嘉奖便是该军：“第3集团军孙桐萱视军令如山，动作确实。尤以该部20师协同友军进占加河滩夺取兰封口路不惜重大牺牲完成任务”。武汉会战时奉调南下，扼守武胜关，阻日军南进。1938年6月7日，孙桐萱升任第三集团军总司令仍兼军长，刘书香任副军长。第20师师长周遵时；第81师师长展书堂。1938年7月26日日军占据九江后，向南浔铁路和瑞（昌）武（宁）公路前进。该军在瑞昌以东守备。8月8日日军台湾旅团（波田支队）以一部于瑞昌东北之港口登陆，被击退；至10日又有400余人在该处登陆，占领望夫山、平顶山。孙桐萱命令展书堂（81师）和时同然（22师）率部队反攻，第3集团军展开攻击，夺回望夫山、平顶山，把敌人逼入港口。波田支队再举增援，并以舰炮掩护攻击，又将两山攻占。8月15日，敌另一部利用舰炮掩护，在徐家湾江岸登陆，经两周之苦战，该军仍坚持在原阵线。到8月下旬，这方面之敌大举增援，于24日攻陷瑞昌。8月29日，集团军司令部所在地阳新失守。
武汉失守后，经过在江西整训的该军1938年10月北上中原，协同第4集团军（孙蔚如的陕军）防守郑州地区，第十二军负责郑州城及右翼黄河新道的防务，防区在郑州东侧，北起花园口、向南经中牟、尉氏县、扶沟、西华到商水县周家口沿黄河弯曲300多里，第三集团军总部在郑州市内的陇海花园。1939年夏创立了桐萱中学筹备处和校董会，孙任董事长，1940年夏首次招生，直到1944年夏河南全境失守才停办。
1939年孙桐萱兼任豫皖边区游击总指挥，何柱国任副总指挥，定期轮流派出一个团的兵力到河东的尉氏、杞县、太康等地游击。1939年冬季攻势参加反攻开封战役，第3集团军司令孙桐萱指挥有方，被授予三等云麾勋章，时任第81师师长贺粹之在冬季攻势中指挥部队一度攻入开封城与日军展开巷战而被晋授三等宝鼎勋章。
1941年9月底，日军为了配合第二次长沙会战，以第36师团、第110师团、第35师团等5万余人进攻郑州。该军以第22师（张测民）守河防，其第一线守黄河新道从郑州东北自京水，东南至尉氏圃田，师部驻祭城乡金庆，第二线驻贾鲁河之西的枣园、磨李、小孟庄、南李庄等村；第20师驻郑州城北东南郊至新郑一带。第81师在后方新郑整训。10月1日夜，日军1个步兵混成旅团由开封方向进犯郑州，从琵琶陈渡新黄河。10月4日第20师向京水镇方向、第22师向郑庵附近转移，第81师接防贾鲁新堤一线。孙桐萱主张暂时放弃郑州，撤至郑州以西密县与荥阳以东之昆山山麓，得到第一战区卫立煌长官的批准，10月5日下午第3集团军弃郑州南撤到密县东曲梁镇，20师撤出郑州到西十八里河附近，第22师撤至郑州南郊十八里河以东以南地区，第81师转移进到郑州西南黄岗寺。汤恩伯嫡系第十三军在孙部背后设防，阻止其继续后撤；同时汤命所部截留第3集团军的供给物资，扣押去洛阳的第3集团军人员。10月31日至11月1日夜间，日军撤退，第3集团军全线反击，第20师60团当夜收复郑州。经一个月的鏖战，第3集团军上报毙伤日军6000余；击伤日军第35歩兵団長鯉登行一少将。该军伤亡营长董万选等3人、连长以下军官27人、士兵1200余人；日军伤亡约2000人左右，俘30余人。
1941年底，卫立煌被撤去第一战区司令长官职务，改蒋鼎文为司令长官。新黄河防线当面伪开封省长刘郁芬是西北军老人，孙良诚、孙殿英、庞炳勋相继投敌，再加上早就当汉奸的张岚峰，豫东沦陷区的伪军大都是西北军系。1942年1月，第3集团军后调豫西陕州，汤恩伯接任豫皖边区游击总指挥。1942年12月2日贺粹之继任军长。针对西北军大批将领投敌的现实，蒋以“通敌有据”(指勾结日寇)的罪名，密令第一战区司令长官蔣鼎文扣押孙桐萱。1943年1月18日，蒋鼎文在洛阳第一战区司令长官部以宴客为由将集团军总司令兼军长孙桐萱扣押。几天后由专列武装押解到宝鸡，再由专机押往重庆。关押至1943年底，允许孙在重庆活动，委任为中将军事参议的虚职。孙桐萱被扣押后，第3集团军撤编，第十二军被汤恩伯收编，营以上军官大部撤换：
- 军长贺粹之
- 副军长唐邦植（1942年5月30日）、周遵时（1942年9月22日）
- 第20师，师长周遵时兼，副师长孙政训，参谋长刘琛
- 第22师，师长张侧民，副师长兼政治部主任李勋甫
- 第81师，师长贺粹之兼

1943年初夏，该军第20师转隶嫡系暂编第九军，第31集团军直辖暂编第55师（李守正任师长）转隶该军。1944年秋，该军番号被裁减，第22、第81师转隶国民革命军第五十五军（后缩编为整编第81旅，1949年刘汝明撤往福建时，第81师在师长葛开祥率领下起义，副军长王振声和参谋长杜允中也随同起义）；暂编第55师转隶国民革命军第八十五军。

## 東北軍／中央軍體系
民國三十年（1941）5月，由東北軍構成的国民革命军第五十七军番號取消，所屬之國民革民軍第111師、112師編入魯蘇戰區直辖。

民國三十二年（1943）4月，111師、112師與國民革命軍暫編第55師合組国民革命军暂编第九军，軍長為國民革民軍第112師師長霍守義兼任，隸屬上層由蘇魯戰區移編給第一戰區的國民革命軍第19集團軍（湯恩伯系），隨後暫55師被移交給國民革命軍第八十五軍。
民國三十三年（1944）10月，暫九軍改用甫撤裁的第十二軍番號。下轄仍為東北軍系統的111師（師長孙焕彩）、112師（軍長霍守义兼任師長）
民國三十四年（1945）3月，十二軍投入豫西鄂北会战。抗戰勝利後，十二軍從河南省移防山東省濟南一代，轉隸由國民革命軍第20集團軍指揮（司令官夏楚中），國民革命軍新編第36師（師長刘桂堂）編入十二軍運用。十二軍在民國三十五年（1946）起投入第二次國共內戰，參與同年6月的胶济路保卫战和胶济路反击战，同年7月5日，新编第36师在济阳被全歼，师长曹振鐸只身逃出。民國三十六年（1947）萊蕪戰役后，第十二军驻守周村、张店一带，和第九十六军驻守潍坊、益都一带，企图保持胶济铁路的畅通。1947年4月，因國軍編遣決議，十二軍被降編為國民革命軍整编第12师：
- 师长霍守义
- 副师长熊仁荣
- 参谋长王树军
- 副参谋长刘士岭（日本士官炮兵科毕业生）
- 整编第111旅，旅长孙焕彩/刘书维、副旅长杨毓芳（霍守义夫人崔则先的胞弟），331团林学骞，332团团长李赓唐
- 整编第112旅，于一凡任旅长

第二绥靖区司令官王耀武把其基本部队整编第32师与整编第12师对调防区。1948年1月下旬整12师奉命迅速集结济南，以列车输送到兖州一带，接替整编32师的防务，即归第十绥靖区司令官李玉堂的指挥序列。第十绥靖区司令官李玉堂的司令部驻兖州西城内，其直属部队及宪兵1个营分驻城内，配备了第十二军1个团担任城防。第十二军军部及111旅（欠1个团）驻兖州城以东的曲阜，112旅（欠2个团）驻泗水，1个团驻新泰，1个团驻蒙阴，以军部骑兵连驻南驿。1948年3、4月间，胶济铁路沿线的整编32师及整编第九十六军及地方保安团约八、九万人，先后被山东兵团歼灭。第十绥靖区获得情报：山东兵团由潍县以南地区向西活动，有攻取济南、兖州企图。第十绥靖区为巩固兖州城防起见，决心缩短防线，命令第十二军主力集中兖州，以一部驻守济宁，以小部置曲阜为前哨阵地。第十二军的兵力部署：
- 军部及直属队、第111旅全部及第112旅之334团驻兖州城内，军部补充团驻东关及车站附近。
- 军独立旅（尚未请准私自编组，旅长刘宗颜）及各县地方团队驻守兖州以东的曲阜。
- 第112旅（欠334团）驻守兖州以西的济宁

1948年6月兖州战役中，为了救援曲阜的独立旅，霍守义曾派孙焕彩指挥第111旅的第331团和第332团，后来又增加了第112旅的第334团及军直属炮兵，并亲自指挥战斗。增援曲阜失败后，霍守义借此机会把孙焕彩撤了职，以自己的亲信刘书维担任整编第111旅的旅长，这一任命进一步打击了整编第111旅的士气。徐州派出了黄百韬的整编第25师积极救援。但随着豫东战场的欧寿年兵团告急，整编第25师不再救援兖州，转而开赴豫东战场。解放军山东兵团在无援可打的情况下，于7月1日集中第7纵队、第13纵队和鲁中部队全力攻打兖州。整编第12师凭借坚固的防御工事坚守，山东兵团直到7日才肃清了兖州外围阵地。7月12日黄昏，山东兵团攻城部队对兖州发起总攻，主攻部队从城西突入城内，战至13日下午兖州国民党守军全部被消灭。该师师部及所属第111旅全部、第112旅1个团被全歼。13日下午，李玉堂率先化妆逃跑，霍守义见李玉堂跑了，也抛弃部队，向济宁逃跑，以掌握基本部队暂编第112旅。但途中看到处都是整编第12师的伤兵，霍守义触景生情，“兄弟们跟了我这么多年，今天落得这么个残局！即便逃出去，又有何面目见第112旅官兵呢？”于是，霍守义主动找到解放军投降。师长霍守义、副师长熊仁荣、旅长孙焕彩被俘。
兖州战役后，济宁的整编第112旅主力（欠第334团）在旅长于一凡的带领下撤往徐州。因为整编第112旅的2个团建制完整，刘峙在检阅该部时认为这支部队是有一定战斗力，决定重建整编第12师。于一凡暂时代理整编师长一职。1948年10月，恢复第12军番号。汤恩伯看上了这个部队，派第13军副军长舒荣担任第12军的军长，于一凡只能担任副军长兼第112师师长。
- 军长舒荣（黄埔三期，汤恩伯第十三军第89师出身）
- 副军长于一凡
- 第111师，于一凡兼任师长，副师长金克才，第335团团长韩福山
- 第238师：师长徐有成。新兵组训，辖3个团5000人的建制，补充了大量天主教信徒。

1948年11月淮海战役中该军第238师及其他地方保安团队近6000人守安徽灵壁县城。11月9日，江淮军区部队完成了对县城包围。11月19日解放军扫清灵璧县城外围战斗，先后拿下了县城西北的凤凰山、县城东北的馍馍山两个制高点，并占领了城东和城南地区，对灵璧县城形成了合围之势。11月22日，黄伯韬兵团被歼灭，23日华东野战军第十三纵队奉命赶来协同江淮军区攻打灵城，进入灵西地区接替了江淮军区部队。总攻发起前，负责攻城总指挥的江淮军区副司令员饶子健根据地下党提供的情报将主攻方向定在了防守不太严密的西门。以第37师全部和第39师一部担负主攻任务在西门攻击。第37师第109团在左，第111团在右，从西门南侧并肩突破，第110团为预备队；第39师第117团在左，第115团在右，从西门北侧并肩突破；第38师为预备队，其第113团在城南附近地区策应攻城并阻止可能逃窜之敌，第116团在城西南一带担负阻击固镇援敌任务。江淮军区独立旅和第34旅，分别担负北门、东门、南门的攻击任务。11月24日17时55分炮轰半小时，华野十三纵第37师第109团（“济南第二团”）一营在炮火掩护下向县城西门发起主攻，第3连于18时30分打开通路，架好浮桥；第1连通过浮桥时，浮桥突然垮塌，冒着守军密集炮火，跳入结着薄冰的护城河中，爬云梯登城，19时攻占突破口两边地堡，第109团一营全部投入战斗向两翼发展。第39师在西门北侧架桥未成，攻击受阻。第37师第111团3营9连在城西南角架桥失败，7连涉水爆破遭守军火力压倒。随即37师命令111团3营从109团突破口进城，沿着城墙向南攻击，策应3营在西南角登城。21时，109团全部进入巷战，并继续向东和东北方向推进。21时30分，第111团第3营登上城墙，也投入了巷战，并协同第1营向东和东南方向发起进攻，该团第2营和指挥所相继登城并打退了敌人的反击，投入了巷战。22时，第十三纵队命令115团和117团也由109团的突破口入城，沿着城墙向北进攻，策应后续部队登城，其中一部向北门发展。第37师第110团也全部投入了战斗。25日6时30分，解放军已经将东西大街的敌人包围歼灭，并策应江淮军区第34旅从东门进入城内。直到佯攻部队从北门攻进县城并一直打到县城西南防线守军那里时，主攻部队仍没有突破西南防线。 军部及第112师被歼于河南永城东北地区。第112师在陈官庄原计划响应老师长霍守义的号召举行起义，但因为有人告密，师长于一凡被扣，只起义成功了师部和第335团，剩下的2个团则一直顽抗到了最后。军长舒荣逃出，少将副军长于一凡被俘。师长徐有成带卫士连从城东南角突围出城，被第38师第113团包围，徐有成带少数人突围。11月25日8时灵城战斗结束，俘4460人。1949年春青年军第203师为基础在杭州重建第十二军，舒荣任军长，隶属第9编练司令部，下辖第203、第324、第325师和暂编第1师。上海战役中该军第203师被全滅，第324、第325师各被滅大部，军部率残部乘船逃往舟山被裁撤。